# 337 Devosa
337 Devosa este un asteroid din centura principală, descoperit pe 22 septembrie 1892, de Auguste Charlois.